# アルタク・ダフチャン
アルタク・マテヴォシ・ダフチャン（アルメニア語: Արտակ Մաթևոսի Դավթյան、英語: Artak Matevosi Davtyan、1970年3月31日 - ）は、アルメニア共和国の軍人。2018年5月24日にモヴセス・ハコビアン陸軍中将の後任として、第8代アルメニア共和国軍参謀総長に任命され、2020年6月8日までトップを務めた。7月16日に運輸通信省軍事産業委員会委員長に任命されたが、ナゴルノ・カラバフ紛争での停戦合意後の11月11日に解任された。

## 経歴
1970年3月31日にアルメニア・ソビエト社会主義共和国バンバカシャットで誕生する。1988年から1992年までナゴルノ・カラバフ戦争に従軍し、創設間もないアルメニア共和国軍に入隊した。入隊後、様々な部隊の副司令官や司令官を歴任し、2005年から2006年にはロシア連邦軍参謀本部軍事アカデミーに留学した。2009年1月31日に副参謀総長に就任、2017年9月28日にはアルメニア陸軍第5軍団長に就任した。2018年5月8日にニコル・パシニャンが首相就任後、5月24日にモヴセス・ハコビアン参謀総長の解任とダフチャンの参謀総長への推薦が発表され、同日遅くに大統領令によって第8代参謀総長に就任した。2020年6月8日に参謀総長を解任され、7月16日に運輸通信省軍事産業委員会委員長に任命されたが、11月11日に解任された。

## 教育
- 1990年：モスクワ高等軍事指揮学校（英語版）
- 1995年 - 1998年：フルンゼ軍事アカデミー（英語版）
- 2005年 - 2006年：ロシア連邦軍参謀本部軍事アカデミー